# Матера (футбольний клуб)
Матера (італ. FC Matera) — італійський футбольний клуб з однойменного міста.

## Суперництво
Традиційним суперником «Матери» є клуб «Потенца».

## Нагороди
- Stella d'argento al Merito Sportivo CONI

1979

## Відомі футболісти
- Луїджі Де Каніо
- Маріано Фернандес